# Prințesa Luisa Carlotta a celor Două Sicilii
Luisa Carlotta de Neaple și Sicilia (Luisa Carlota Maria Isabella; 24 octombrie 1804 – 29 ianuarie 1844), Prințesă a celor Două Sicilii, Infantă a Spaniei, a fost fiica regelui Francisc I al celor Două Sicilii și a celei de-a doua soții, Maria Isabella a Spaniei. 

## Familie
Luisa Carlotta s-a născut la Palatul Portici și a fost copilul cel mare al regelui Francisc I al celor Două Sicilii și a celei de-a doua soții, Maria Isabella a Spaniei. Bunicul matern a fost regele Carol al IV-lea al Spaniei. Luisa Carlotta a avut 11 frați și surori inclusiv pe regele Ferdinand al II-lea al Celor Două Sicilii.

## Căsătorie și copii
La 12 iunie 1819 la Madrid, Luisa Carlotta s-a căsătorit cu unchiul matern, Infantele Francisco de Paula al Spaniei. EL era cu zece ani mai mare decât Luisa Carlotta și împreună au avut 11 copii:
- Francisco de Asís (1820–1821)
- Isabella (1821–1897), căsătorită cu Ignacy Gurowski, un conte polonez.
- Francisco de Asís, Duce de Cádiz (1822–1902), căsătorit cu regina Isabela a II-a a Spaniei
- Enrique Maria Fernando, Duce de Sevilla (1823–1870)
- Louisa (1824–1900)
- Duarte Felipe (1826–1830)
- Josefina (1827–1920)
- Theresa (1828–1829)
- Fernando (1832–1854)
- Maria Cristina (1833–1902), căsătorită cu Sebastian Gabriël de Bourbon, strănepot al regelui Carol al III-lea al Spaniei
- Amelia (1834–1905), căsătorită cu Prințul Adalbert de Bavaria, fiul cel mic al regelui Ludwig I de Bavaria.

Luisa Carlotta a murit la Madrid la vârsta de 39 de ani.